# Miodna Góra
Miodna Góra – najwyższe wzniesienie Kępy Swarzewskiej o wysokości 55 m n.p.m., na Pobrzeżu Kaszubskim, znajdujące się w gminie Władysławowo, położone w kierunku północno-zachodnim od Cetniewa, w bliskim sąsiedztwie rezerwatu Dolina Chłapowska.